# 狐蛇
狐蛇又名狐狸蛇（學名：Pantherophis vulpinus）主要分佈在美國西部。

## 行為學描述

### 攝食
狐蛇主要以鼠類、鳥類或鳥卵為食，也有人稱豹斑蛇具有食蛇性。狐蛇攝食時，對小的獵物直接咬住後吞咽，對較大的活體獵物則會絞殺後吞咽。

### 防禦
狐蛇在遇到威脅時會用尾部拍打地面，模仿響尾蛇，並散發惡臭驅退進犯者。

### 繁育
狐蛇兩歲性成熟，夏末秋初產卵，每胎約15至20枚，孵化期約為70天。

## 外部連結
- （英文）Fox Snake - Elaphe vulpina （页面存档备份，存于） Species account from the Iowa Reptile and Amphibian Field Guide
- （英文）The Center for Reptile & Amphibian Conservation: Western Fox Snake （页面存档备份，存于）
- （英文）Animal Diversity Web: Elaphe gloydi （页面存档备份，存于）